# カーター・バーウェル
カーター・バーウェル（Carter Burwell、1955年11月18日 - ）は、アメリカ合衆国の映画音楽作曲家。ニューヨーク出身。
コーエン兄弟のすべての作品の音楽を手がけている。

## 手がけた作品
- ブラッド・シンプル Blood Simple. （1984年）
- サイコ3/怨霊の囁き Psycho III （1986年）
- 赤ちゃん泥棒 Raising Arizona （1987年）
- ミラーズ・クロッシング Miller's Crossing （1990年）
- バートン・フィンク Barton Fink （1991年）
- ドク・ハリウッド Doc Hollywood （1991年）
- バッフィ/ザ・バンパイア・キラー Buffy the Vampire Slayer （1992年）
- 秘密 Waterland （1992年）
- 運命の瞬間/そしてエイズは蔓延した And the Band Played On （1993年）
- ボーイズ・ライフ This Boy's Life （1993年）
- カリフォルニア Kalifornia （1993年）
- 未来は今 The Hudsucker Proxy （1994年）
- あなたに降る夢 It Could Happen to You （1994年）
- ハードロック・ハイジャック Airheads （1994年）
- グーフィー・ムービー ホリデーは最高!! A Goofy Movie （1995年）
- ロブ・ロイ/ロマンに生きた男 Rob Roy （1995年）
- セルロイド・クローゼット The Celluloid Closet （1995年）
- ファーゴ Fargo （1996年）
- ジョーズ・アパートメント Joe's Apartment （1996年）
- 陰謀のセオリー Conspiracy Theory （1997年）
- スパニッシュ・プリズナー The Spanish Prisoner （1997年）
- ジャッカル The Jackal （1997年）
- ゴッド・アンド・モンスター Gods and Monsters （1998年）
- ビッグ・リボウスキ The Big Lebowski （1998年）
- ベルベット・ゴールドマイン Velvet Goldmine （1998年）
- ハイロー・カントリー The Hi-Lo Country （1998年）
- NYPD15分署 The Corruptor （1999年）
- 将軍の娘/エリザベス・キャンベル The General's Daughter （1999年）
- マルコヴィッチの穴 Being John Malkovich （1999年）
- スリー・キングス Three Kings （1999年）
- ミステリー、アラスカ Mystery, Alaska （1999年）
- ハムレット Hamlet （2000年）
- 夜になるまえに Before Night Falls （2000年）
- ROCK YOU! A Knight's Tale （2001年）
- バーバー The Man Who Wasn't There （2001年）
- シモーヌ S1m0ne （2002年）
- アダプテーション Adaptation. （2002年）
- ディボース・ショウ Intolerable Cruelty （2003年）
- レディ・キラーズ The Ladykillers （2004年）
- 愛についてのキンゼイ・レポート Kinsey （2004年）
- 毛皮のエロス/ダイアン・アーバス 幻想のポートレイト Fur: An Imaginary Portrait of Diane Arbus （2006年）
- ザ・ホークス ハワード・ヒューズを売った男 The Hoax （2006年）
- ノーカントリー No Country for Old Men （2007年）
- その土曜日、7時58分 Before the Devil Knows You're Dead （2007年）
- ヒットマンズ・レクイエム In Bruges （2008年）
- バーン・アフター・リーディング Burn After Reading （2008年）
- トワイライト〜初恋〜 Twilight （2008年）
- かいじゅうたちのいるところ Where the Wild Things Are （2009年）
- キッズ・オールライト The Kids Are All Right （2010年）
- トゥルー・グリット True Grit （2010年）
- トワイライト・サーガ/ブレイキング・ドーン Part1 The Twilight Saga: Breaking Dawn - Part 1 （2011年）
- セブン・サイコパス Seven Psychopaths （2012年）
- トワイライト・サーガ/ブレイキング・ドーン Part2 The Twilight Saga: Breaking Dawn - Part 2 （2012年）
- キャロル Carol （2015年）
- ファング一家の奇想天外な秘密 The Family Fang （2015年）
- ザ・ブリザード The Finest Hours （2016年）
- ヘイル、シーザー! Hail, Caesar!　（2016年）
- ファウンダー ハンバーガー帝国のヒミツ The Founder （2016年）
- ワンダーストラック Wonderstruck （2017年）
- スリー・ビルボード Three Billboards Outside Ebbing, Missouri （2017年）
- グッバイ・クリストファー・ロビン Goodbye Christopher Robin (2017年)
- バスターのバラード The Ballad of Buster Scruggs (2018年)
- ミッシング・リンク 英国紳士と秘密の相棒 Missing Link (2019年)
- グッドライアー 偽りのゲーム The Good Liar (2019年)
- スペース・フォース Space Force (2020年)
- マクベス The Tragedy of Macbeth (2021年)
- イニシェリン島の精霊 The Banshees of Inisherin (2022年)